# لو پیتایفسکی
 لو پیتایفسکی (روسی: Лев Петро́вич Пита́евский؛ ‏۱۸ ژانویهٔ ۱۹۳۳ – ۲۳ اوت ۲۰۲۲)
یک فیزیک‌دان نظری‌ اهل روسیه بود که در نظریه‌ی مکانیک کوانتومی، الکترودینامیک، فیزیک دمای پایین، فیزیک پلاسما و فیزیک ماده چگال مشغول به کار بود. او همراه با اوگنی لیفشیتز و ولادیمیر برستتسکی، نویسنده چند جلد از سری دوره های درسی فیزیک نظری لانداو-لیفشیتز بوده است. مقام علمی وی استاد است.

## زندگی‌نامه
پیتایسکی در ۱۸ ژانویه ۱۹۳۳ در ساراتوف متولد شد.
وی در سال ۱۹۵۵ از دانشگاه ایالتی ساراتوف فارغ التحصیل شد. در سال ۱۹۵۸ به جمع کارکنان موسسه مشکلات جسمی آکادمی علوم روسیه پیوست و در سال ۱۹۷۱ استاد دانشگاه موسسه فیزیک و فناوری مسکو شد.

## افتخارات و جوایز
- ۱۹۸۰ - جایزه لانداو برای تحقیقات خود در فیزیک پلاسما
- ۲۰۰۸ - مدال طلای لاندائو به خاطر فعالیتهایش در فیزیک نظری مدرن ، از جمله تئوری تراکم بوز گراس-پیتایسکی و همچنین به دلیل سهمش در نوشتن بخشهای جدید، از سری دوره های درسی فیزیک نظری لانداو-لیفشیتز